# Přírodní park Chřiby
Přírodní park Chřiby se rozkládá na území stejnojmenné vrchoviny a zasahuje do 3 okresů: Uherské Hradiště, Zlín a Kroměříž. Jeho rozloha je 26 025 hektarů.
Na území okresu Kroměříž byl vyhlášen jako oblast klidu dne 3. dubna 1991. O 5 let později, roku 1996, se z něj stal přírodní park. V roce 2000 došlo k jeho rozšíření i na území okresů Uherské Hradiště a Zlín.